# Erbíl
Erbíl (arabul إربيل; kurdul ههولێر / Hewlêr; törökül Erbil; az arab elnevezés klasszikus változata Irbíl, magyarul időnként Irbil) város Irak észak-északkeleti peremén, a zömmel kurdok lakta Erbíl kormányzóság székhelye, az ország negyedik legnépesebb városa (1 210 000 fő, 2012, becslés). Az Erbíli káld katolikus főegyházmegye érseki székvárosa. Különös művelődéstörténeti jelentőséget ad Erbílnek az a tény, hogy egyike az emberiség legősibb városainak, története több mint négyezer esztendőt ölel fel.

## Fekvése
Erbíl Moszultól 80 kilométerre keletre, az Örmény-Toros erősen szabdalt délnyugati hegylábfelszínén, 414 méteres tengerszint feletti magasságban, a Záb folyása mentén fekszik.

## Története

### Ókor
Erbíl egyike az emberiség legrégibb, folyamatosan lakott városi településeinek. A legkorábbról ismert leletek arról tanúskodnak, hogy már a Kr. e. 23. században megtelepedett az ember a mai óváros helyén. A várost Urbillum néven Kr. e. 2000 körüli, sumer nyelvű iratok is említik. Az ókori Asszíriában Arba’ū ilū vagy Araba Ilu néven is már a legrégibb városok között tartották számon, s lévén Assurnál és Ninivénél is ősibb, az asszír civilizáció bölcsőjének tekintették.
Az i. e. 2. évezred második felétől egyre gyakrabban Arbela néven említett városnak az elkövetkezendő évezredekben számos ura volt, de egyedülálló módon minden háborús helyzetet és nomád dúlást sértetlenül vészelt át. Egyfelől annak volt ez köszönhető, hogy Arbela városa, a mai Erbíl óvárosa a korábbi településrétegek által alkotott, mintegy 60 méter magas, jól védhető dombra (tell) épült fel. Másfelől a lakosság fennmaradását szolgálta a még a történelem korai szakaszában a föld alatt kiépített, a város vízellátását biztosító mesterséges barlangrendszer (karez). Míg Ur vagy Babilon városait a különféle hódítók könnyűszerrel kézre keríthették felszíni csatornahálózatuk megsemmisítésével, addig a dombra települt Arbela lakóit nem lehetett elvágni az éltető víztől.
Az i. e. 7. századtól Arbela az Asszír Birodalmat megdöntő Méd Királysághoz került, amelyet i. e. 550-ben Nagy Kürosz egyesített az ekkor létrejövő Óperzsa Birodalommal. I. e. 539-ben Kürosz birodalmának része lett az addigi Újbabiloni Birodalom is, ekkor már egész Mezopotámia, Szíria, Kánaán és Anatólia is az Óperzsa Birodalom része volt. I. e. 522-ben, Szmerdisz perzsa nagykirály halála után birodalomszerte – például Médiában az állítólag régi méd királyi családból származó Fravartisz és Aszagartában Kicsataxma vezetésével – lázadások törtek ki I. Dareiosz uralmát el nem ismerve, de ezeket i. e. 521-re Dareiosz leverte és újraegyesítette a perzsa birodalmat. Kicsataxmát i. e. 521. október 12-én Arbelánál győzte le Dareiosz, majd ott is húzatta karóba a lázadók vezérét.
Közel két évszázad elteltével, i. e. 331-ben a világhódító Nagy Sándor makedón uralkodó a közeli Gaugamélánál mért megsemmisítő vereséget a perzsa III. Dareioszra, s Arbelát is birodalma részévé tette.
Az ókori Arbela ezt követően is gyakran cserélt gazdát: Nagy Sándor után a pártusok, az i. e. 1. században a zsidó Adiabéné állam, 116-ban a Traianus vezette rómaiak, rövid ideig az örmények, majd ismét a rómaiak és a szászánida perzsák uralták.

### Középkor
A 7. században a muszlim arabok hódították meg. A kalifátus idején a felső-mezopotámiai (dzsazírai) Dijár Rabía tartomány részét képezte, aminek Moszul volt a központja. Zömmel kurdok lakta, nagy és népes kereskedőváros volt, a környéke gyapottermeléséről is híres volt. Jelentősebb épületei közé a dombon épült, mély árokkal körülvett, a városfalhoz csatlakozó vár és az ún. „Tenyér-mecset” (Maszdzsid al-Kaff) tartozutt; utóbbi az egyik kövén látható tenyérnyomról kapta a nevét. A későbbi időkben az óvárostól délre kiépült a bazárt, a fürdőket és egy karavánszerájt is magában foglaló újváros. Sem a mongolok, sem az oszmán hódítók nem tettek jelentősebb kárt Erbílben.

### 20. század
A 20. században, Irak részeként ipari-gazdasági központtá nőtte ki magát, gépipara mellett különösen könnyűipara jelentős (fa-, élelmiszer-, fazekasipar).
Hosszas harcok és a Kurdisztáni Demokrata Pártnak (KDP) az iraki kormánnyal történt egyeztetései után 1970-ben Erbíl a kurdisztáni autonóm terület székhelye lett, de az önkormányzatiság még hosszú ideig csak névleges volt. Egy nemzetközi felügyelőbizottság ellenőrzése alatt 1992-ben Erbílben ült össze a kurd parlament, ahová a Mesûd Barzanî (arab nevén Maszúd Barzáni) vezette KDP és a Celal Talebanî (Dzsalál Talabáni) irányította Kurdisztáni Hazafias Uniópárt (PUK) delegálta tagjait. A két pártszervezet közötti folyamatos viszály azonban 1996 augusztusában konfliktushoz vezetett, amelynek során a KDP iraki kormánysegédlettel kiszorította Erbílből a PUK embereit. Az iraki háborút követően 2006-ban  a városban állt fel az autonóm kurd régiót irányító egységkormány Nêçîrvan Îdrîs Barzanî (Nídzsírfán Idrísz Barzáni) vezetésével.